# Poa macrocalyx
Poa macrocalyx là một loài cỏ trong họ hòa thảo, thuộc chi poa.